# Tai Sui
 (juin 2022).
- Si vous ne connaissez pas le sujet, laissez ce bandeau (vous pouvez alors contacter les auteurs).
- Si vous supprimez le contenu mis en cause (vous pouvez préalablement contacter les auteurs),

argumentez précisément cette suppression dans la page de discussion
(un manque de référence n'est pas un argument ; une recherche réelle de référence doit avoir été effectuée, être formellement documentée).
 (mars 2022).
La mise en forme du texte ne suit pas les recommandations de Wikipédia : il faut le « wikifier ».
Les points d'amélioration suivants sont les cas les plus fréquents. Le détail des points à revoir est peut-être précisé sur la page de discussion.
- Les titres sont pré-formatés par le logiciel. Ils ne sont ni en capitales, ni en gras.
- Le texte ne doit pas être écrit en capitales (les noms de famille non plus), ni en gras, ni en italique, ni en « petit »…
- Le gras n'est utilisé que pour surligner le titre de l'article dans l'introduction, une seule fois.
- L'italique est rarement utilisé : mots en langue étrangère, titres d'œuvres, noms de bateaux, etc.
- Les citations ne sont pas en italique mais en corps de texte normal. Elles sont entourées par des guillemets français : « et ».
- Les listes à puces sont à éviter, des paragraphes rédigés étant largement préférés. Les tableaux sont à réserver à la présentation de données structurées (résultats, etc.).
- Les appels de note de bas de page (petits chiffres en exposant, introduits par l'outil «  Source ») sont à placer entre la fin de phrase et le point final[comme ça].
- Les liens internes (vers d'autres articles de Wikipédia) sont à choisir avec parcimonie. Créez des liens vers des articles approfondissant le sujet. Les termes génériques sans rapport avec le sujet sont à éviter, ainsi que les répétitions de liens vers un même terme.
- Les liens externes sont à placer uniquement dans une section « Liens externes », à la fin de l'article. Ces liens sont à choisir avec parcimonie suivant les règles définies. Si un lien sert de source à l'article, son insertion dans le texte est à faire par les notes de bas de page.
- La présentation des références doit suivre les conventions bibliographiques. Il est recommandé d'utiliser les modèles {{Ouvrage}}, {{Chapitre}}, {{Article}}, {{Lien web}} et/ou {{Bibliographie}}. Le mode d'édition visuel peut mettre en forme automatiquement les références.
- Insérer une infobox (cadre d'informations à droite) n'est pas obligatoire pour parachever la mise en page.

Pour une aide détaillée, merci de consulter Aide:Wikification.
Si vous pensez que ces points ont été résolus, vous pouvez retirer ce bandeau et améliorer la mise en forme d'un autre article.
 (mars 2022).
Améliorez-le ou discutez des points à vérifier. 
Tai Sui (chinois traditionnel 太歲 ; chinois simplifié 太岁 ; pinyin tài suì) désigne depuis les années 1990 un supposé organisme complexe symbiotique souterrain en Chine. 
Depuis les années 1990, la presse chinoise rapporte des découvertes d'organismes se présentant comme des masses amorphes souterraines décrites sous le nom de "viande" (肉).
Depuis, plusieurs études ont été faites, tendant à désigner ces masses comme des complexes symbiotiques combinant des bactéries, des myxomycètes et des mycètes, en des proportions et avec des espèces variables.

## Nom
En août 1992, quelqu'un a ramassé un "organisme non identifié" pesant plus de 20 kilogrammes dans la rivière Wei He dans le comté de Zhouzhi, Shaanxi, et a découvert qu'il "poussait" et devenait plus lourd, avec des surfaces brunes inégales et un intérieur blanc doux et délicat. Certaines personnes, rapportant cette découverte à des récits mythologiques chinois, ont donné à cet organisme mystérieux le nom de Tai Sui, emprunté à une divinité astrologique. Depuis, plusieurs centaines de découvertes ont été rapportées dans toute la Chine, principalement dans le nord et avec un pic de fréquence dans la région de Shandong[réf. nécessaire].
La presse rapporte un autre cas datant de 2004, présenté aussi comme étant le premier.

## Analyse scientifique
Plusieurs spécimens de Tai Sui ont été analysés en laboratoire. La plupart des analyses tendent à l'identifier comme un tapis microbien de composition variable.
Une seule étude, de 2020, contredit les précédentes et indique que le Tai Sui serait une substance abiotique, d'origine géologique, et que la présence constatée de matériel vivant dans les études antérieures s'expliquerait par des contaminations de laboratoire[source insuffisante].

## Commerce
L'internet aidant, un commerce de Tai Sui s'est développé au cours des dernières années, exploitant les superstitions médicinales qui entourent cette substance.[réf. souhaitée]
Les spécimens sauvages de Tai Sui se vendent généralement à des prix élevés : un spécimen découvert en mars 2015 pesant 30 kg aurait été vendu pour 600,000 Yuan (£60,000).
L'engouement suscité par le Tai Sui a donné lieu à diverses fraudes.
Depuis quelques années, des méthodes de culture artificielle de Tai Sui ont été élaborées.